# Orión-Passage
Die Orión-Passage (spanisch Paso Orión) ist eine Meerenge mit ost-westlicher Ausrichtung im Archipel der Südlichen Shetlandinseln. Sie verbindet zwischen Greenwich Island im Süden und Dee Island im Norden die English Strait im Osten mit der Drakestraße im Westen.
Wissenschaftler einer ecuadorianischen Expedition benannten sie 1990 nach ihrem Forschungsschiff Orión.